# 野藤忠
野藤 忠（のふじ ただし、1946年3月2日 - ）は、日本の経営学者。前西南学院大学教授。博士（経営学）（神戸大学、2000年）。
福岡県生まれ。

## 略歴
- 1969年（昭和44年） 西南学院大学商学部卒業
- 1969年（昭和44年） 神戸大学大学院経営学研究科入学　経営学専攻
- 1974年（昭和49年） 神戸大学大学院経営学研究科博士課程単位修得退学
- 1974年（昭和49年） 西南学院大学商学部講師
- 1976年（昭和51年） 西南学院大学商学部助教授
- 1982年（昭和57年） 西南学院大学商学部教授
- 2016年（平成28年） 西南学院大学商学部教授退職

## 著書
- 『ツァイス経営史』
- 『経営思想史』
- 『社会的経営理念』
- 『ツァイス企業家精神』などがある。